# Pravoslavlje u Bosni i Hercegovini
Pravoslavlje u Bosni i Hercegovini jedna je od tri glavne vjere. U Bosni i Hercegovini živi preko milijun stanovnika pravoslavne vjeroispovijesti. Velika većina njih su pripadnici srpskog naroda.
Shodno tome u Bosni i Hercegovini djeluje Srpska pravoslavna crkva. Ona je na prostoru BIH-a organizirana u sljedećih pet eparhija: 

## Mitropolija dabrobosanska
Mitropolija dabrobosanska obuhvaća prostor srednje Bosne i sjeveroistoka Hercegovine. Sjedište mitropolije je u Sarajevu. Na njenom čelu je mitropolit Hrizostom.

## Banjalučka eparhija
Banjalučka eparhija je po broju vjernika najveća bosanskohercegovačka eparhija. Po prostranosti je najmanja. Obuhvaća približno banjalučko-prijedorsku regiju, te Lijevče polje.
Sjedište eparhije je u Banjoj Luci. Na njenom čelu je episkop Jefrem. 

## Bihaćko-petrovačka eparhija
Bihaćko-petrovačka eparhija obuhvaća krajni sjeverozapad Bosne i Hercegovine. Od svih eparhija SPC-e u BiH-a ona je najmanja brojem vjernika. Sjedište joj je u Bosanskom Petrovcu. Na njenom čelu je episkop Sergije.

## Zahumsko-hercegovačka i primorska eparhija
Zahumsko-hercegovačka i primorska eparhija obuhvaća veći dio Hercegovine. Eparhijsko sjedište je u Mostaru. Na čelu eparhije nalazi se episkop Dimitrije.

## Zvorničko-tuzlanska eparhija
Zvorničko-tuzlanska eparhija obuhvaća sjever i istok Bosne. Eparhijsko sjedište je u Bijeljini. Na čelu eparhije je episkop Fotije.